# Каэн, Анри
Анри Каэн (фр. Henri Caïn; 1859, Париж — 21 ноября 1937, там же) — французский либреттист и художник. Сын скульптора Огюста Каэна, брат Жоржа Каэна.

## Биография

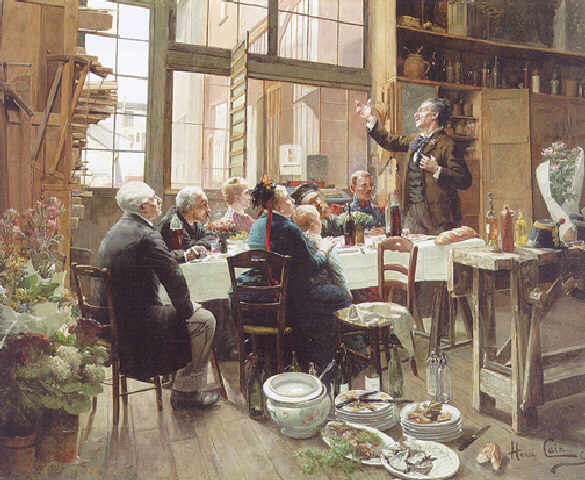
Анри Каэн. Тост

Как художник учился у Жан-Поля Лорана. В дальнейшем, однако, в большей степени посвятил себя драматургии, хотя и продолжал писать картины и выставляться (сообщалось, в частности, об успехе его картины «Торжество золота» на парижском Салоне 1897 г.). Автор более 40 балетных и оперных либретто начиная с 1893 года. Наиболее известен своим сотрудничеством с Жюлем Массне, для которого написал, в частности, либретто опер «Сафо» (1897), «Золушка» (1899), «Дон Кихот» (1910) и др., а также балета «Лебедь» (1904). Работал также с композиторами Бенжаменом Годаром, Шарлем Мари Видором, Анри Феврье, Умберто Джордано, Франко Альфано (опера «Сирано де Бержерак» по одноимённой пьесе Эдмона Ростана, 1897) и др. Среди других драматических работ Каэна — пьеса «Рождественская ночь во времена террора» (фр. Une nuit de Noël sous la Terreur; 1912, по роману Поля Бурже), написанная для Сары Бернар совместно с её сыном Морисом.
Дружеские отношения связывали Каэна с Александром Дюма-сыном, многолетний любовный роман — с певицей Эммой Кальве, исполнявшей ведущие партии во многих операх на его либретто (Каэну принадлежит её пастельный портрет, исполненный около 1890 г.).